# 滨海卡涅
滨海卡涅（法語：Cagnes-sur-Mer，法語發音：[kaɲ syʁ mɛʁ]）是法国東南部普罗旺斯-阿尔卑斯-蓝色海岸大区滨海阿尔卑斯省的一个市镇，属于格拉斯区。滨海卡涅面向地中海，是漁業都市，其于11世紀首次出現在歷史中。

## 地理
滨海卡涅（43°39'49"N, 7°8'54"E）面积17.95 平方千米，位于法国普罗旺斯-阿尔卑斯-蓝色海岸大区滨海阿尔卑斯省，该省份为法国东南部沿海省份，南濒地中海，西南至瓦尔省，西北接上普罗旺斯阿尔卑斯省，北部和东部与意大利接壤。
与滨海卡涅接壤的市镇（或旧市镇、城区）包括：卢河畔拉科勒、拉戈德、圣洛朗迪瓦尔、圣保罗德旺斯、旺斯、卢贝新城。

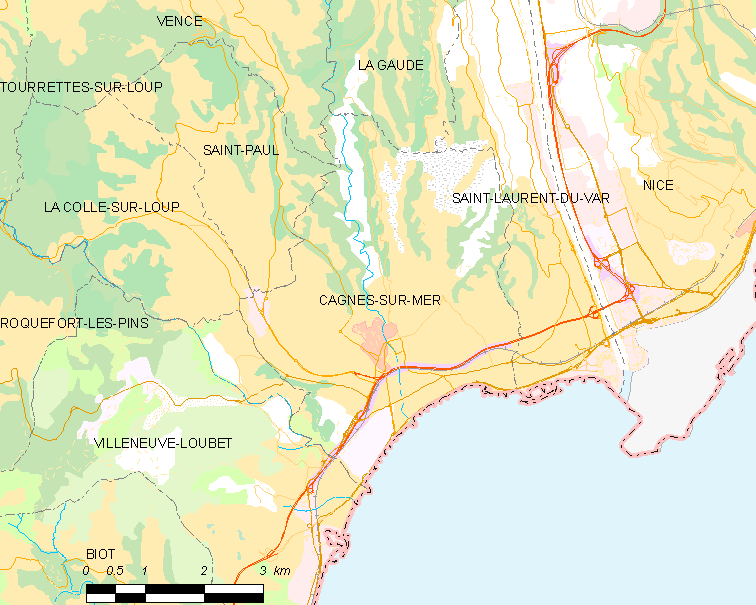
滨海卡涅的OSM定位图

滨海卡涅的时区为UTC+01:00、UTC+02:00（夏令时）。

## 行政
滨海卡涅的邮政编码为06800，INSEE市镇编码为06027。

## 政治
滨海卡涅所属的省级选区为滨海卡涅第一县、滨海卡涅第二县。

## 人口

1962-2008年间滨海卡涅人口变化图示

滨海卡涅于2022年1月1日时的人口数量为52852人。